# Stade de Reims 2023-2024 (femminile)
Questa voce raccoglie le informazioni riguardanti la squadra femminile dello Stade de Reims nelle competizioni ufficiali della stagione 2023-2024.

## Divise e sponsor
La grafica è la stessa adottata dalla squadra maschile dello Stade Reims. Il main sponsor, diversamente da quello della squadra maschile, era Idverde, azienda francese specializzata nella creazione e manutenzione di spazi verdi e impianti sportivi, quello tecnico, fornitore delle divise da gioco, era Umbro.
| Casa | Trasferta | Terza maglia |

## Organigramma societario
Come da sito footofeminin.fr.
Area tecnica
- Allenatore: Amandine Miquel
- Vice allenatore: Amaury Messuwe
- Preparatore dei portieri: Mamadou Bah
- Preparatore atletico: François Dumanche
- Fisioterapisti: Quentin Barette
- Analista video: Maxime Droma

## Rosa
Rosa, ruoli e numeri di maglia come da sito ufficiale, aggiornati al 18 febbraio 2024.
| N. |                        | Ruolo | Calciatrice        |
| -- | ---------------------- | ----- | ------------------ |
| 1  | Canada (bandiera)      | P     | Kayza Massey       |
| 2  | Francia (bandiera)     | D     | Mathilde Kack      |
| 3  | Stati Uniti (bandiera) | D     | Mia Gyau           |
| 4  | Nigeria (bandiera)     | D     | Oluwatosin Demehin |
| 5  | Francia (bandiera)     | D     | Julie Pasquereau   |
| 6  | Francia (bandiera)     | C     | Anaële Le Moguédec |
| 7  | Francia (bandiera)     | C     | Thelma Eninger     |
| 8  | Camerun (bandiera)     | D     | Colette Ndzana     |
| 9  | Portogallo (bandiera)  | A     | Mélissa Gomes      |
| 10 | Stati Uniti (bandiera) | C     | Rachel Corboz      |
| 11 | Francia (bandiera)     | A     | Jade Nassi         |
| 13 | Camerun (bandiera)     | C     | Charlène Meyong    |

| N. |                    | Ruolo | Calciatrice        |
| -- | ------------------ | ----- | ------------------ |
| 14 | Camerun (bandiera) | C     | Monique Ngock      |
| 15 | Francia (bandiera) | C     | Lou-Ann Joly       |
| 16 | Francia (bandiera) | P     | Clara Wibaut       |
| 17 | Francia (bandiera) | D     | Jade Rastocle      |
| 18 | Francia (bandiera) | A     | Shana Chossenotte  |
| 19 | Francia (bandiera) | A     | Adèle Connesson    |
| 20 | Francia (bandiera) | A     | Noémie Mouchon     |
| 21 | Francia (bandiera) | D     | Léa Notel          |
| 22 | Nigeria (bandiera) | A     | Flourish Sabastine |
| 25 | Nigeria (bandiera) | D     | Rofiat Imuran      |
| 26 | Francia (bandiera) | C     | Léa Bourgain       |
| 30 | Polonia (bandiera) | P     | Kinga Szemik       |

## Calciomercato

### Sessione estiva
| Acquisti | Acquisti           | Acquisti          | Acquisti    |
| R.       | Nome               | da                | Modalità    |
| -------- | ------------------ | ----------------- | ----------- |
| P        | Mackenzie Wood     | Chicago Red Stars | prestito    |
| D        | Tiernny Wiltshire  | Houston Dash      | [ 1 ] [ 2 ] |
| C        | Anaële Le Moguedec | Nantes            | [ 1 ] [ 3 ] |
| A        | Mélissa Gomes      | Bordeaux          | [ 1 ]       |
| A        | Noémie Mouchon     | Lilla             | [ 1 ]       |
| A        | Jade Nassi         | Nantes            | [ 4 ]       |

| Cessioni | Cessioni         | Cessioni        | Cessioni           |
| R.       | Nome             | a               | Modalità           |
| -------- | ---------------- | --------------- | ------------------ |
| P        | Emily Alvarado   | Houston Dash    | [ 1 ]              |
| P        | Alizée Flagellat | Paris FC        | [ 1 ] [ 5 ]        |
| D        | Celya Barclais   | Celtic          | [ 1 ] [ 6 ]        |
| D        | Magou Doucouré   |                 | svincolata         |
| D        | Kethna Louis     | Montpellier     | [ 1 ]              |
| C        | Melchie Dumornay | Olympique Lione | [ 8 ] [ 9 ] [ 10 ] |
| C        | Margot Esposito  | Thonon Évian    | [ 1 ]              |
| C        | Sonia Ouchene    | Montpellier     | [ 1 ]              |
| A        | Kessya Bussy     | Paris FC        | [ 11 ]             |
| A        | Inna Hlushchenko | Nizza           | [ 1 ]              |

### Sessione invernale
| Acquisti | Acquisti           | Acquisti         | Acquisti |
| R.       | Nome               | da               | Modalità |
| -------- | ------------------ | ---------------- | -------- |
| P        | Kayza Massey       | WVU Mountaineers | [ 12 ]   |
| D        | Mia Gyau           | San Diego Wave   | [ 12 ]   |
| A        | Flourish Sabastine | Bayelsa Queens   |          |

| Cessioni | Cessioni          | Cessioni      | Cessioni              |
| R.       | Nome              | a             | Modalità              |
| -------- | ----------------- | ------------- | --------------------- |
| P        | Mackenzie Wood    | Chicago Stars | fine prestito         |
| D        | Magou Doucouré    | Lilla         |                       |
| D        | Tiernny Wiltshire |               | risoluzione contratto |
| C        | Manon Uffren      | Nantes        |                       |

## Risultati

### Division 1

#### Prima fase

##### Girone di andata
| Arbitro: | Collin |

|                      |           |  |
| Chossenotte 35’, 78’ | Marcatori |  |

| Guingamp 30 settembre 2023, ore 13:30 CEST 2ª giornata | Guingamp  | 0 – 0 referto | Stade Reims | Stadio di Roudourou (332 spett.)\| Arbitro: \| Gonçalves \| |
| Arbitro:                                               | Gonçalves |               |             |                                                             |

| Arbitro: | Daupeux |

|                 |           |  |
| Le Moguedec 71’ | Marcatori |  |

| Arbitro: | Beyer |

|                                        |           |  |
| Martens 31’, 62’ Katoto 48’ Geyoro 90’ | Marcatori |  |

| Arbitro: | Gonçalves |

|            |           |                                                              |
| Imuran 27’ | Marcatori | 20’ Sombath 43’ Le Sommer 45+1’ Dumornay 87’ Horan 90’ Majri |

| Arbitro: | Collin |

|  |           |                         |
|  | Marcatori | 61’ Gomes 90+1’ Mouchon |

| Bétheny 11 novembre 2023, ore 15:00 CET 7ª giornata | Stade Reims | 0 – 0 referto | Le Havre | Stadio Louis Blériot (103 spett.)\| Arbitro: \| Laur \| |
| Arbitro:                                            | Laur        |               |          |                                                         |

| Arbitro: | Efe |

|                       |           |            |
| Louis 51’ Ouchene 54’ | Marcatori | 69’ Imuran |

| Arbitro: | Fournier |

|                     |           |              |
| R. Corboz 8’ (rig.) | Marcatori | 75’ Le Mouël |

| Arbitro: | Beyer |

|                              |           |  |
| Gomes 61’ (rig.) Mouchon 67’ | Marcatori |  |

| Arbitro: | Daupeux |

|                                       |           |                                                                 |
| Boucly 63’ Machart-Rabanne 86’ (rig.) | Marcatori | 33’ Corboz 56’ Mouchon 62’ Demehin 79’ Imuran 90+3’ Chossenotte |

##### Girone di ritorno
| Arbitro: | Vanderstichel |

|                                                |           |                                        |
| Mbadi 40’ Caputo 69’ Champagnac 84’ Browne 86’ | Marcatori | 32’ Meyong 51’ Mouchon 77’ Le Moguedec |

| Arbitro: | Efe |

|                  |           |  |
| Gomes 90’ (rig.) | Marcatori |  |

| Arbitro: | Daupeux |

|                                              |           |                 |
| Le Sommer 13’, 18’ Däbritz 34’ Hegerberg 49’ | Marcatori | 45’ Chossenotte |

| Arbitro: | Collin |

|  |           |                                      |
|  | Marcatori | 19’ Robert 62’ Ngueleu 90+2’ Khelifi |

| Arbitro: | Gonçalves |

|             |           |  |
| Kamczyk 53’ | Marcatori |  |

| Arbitro: | Rochebilière |

|                                 |           |          |
| Chossenotte 7’ Mouchon 35’, 41’ | Marcatori | 17’ Pian |

| Arbitro: | Gonçalves |

|             |           |                            |
| Kamczyk 53’ | Marcatori | 54’ Mouchon 57’ Pasquereau |

| Arbitro: | Jeannot |

|                               |           |  |
| Mouchon 40’ Corboz 87’, 90+7’ | Marcatori |  |

| Arbitro: | Daupeux |

|                      |           |                |
| Dufour 60’ Bussy 72’ | Marcatori | 4’, 62’ Imuran |

| Arbitro: | Fournier |

|              |           |             |
| Terchoun 58’ | Marcatori | 52’ Mouchon |

| Arbitro: | Vanderstichel |

|                            |           |           |
| Imuran 15’ Le Moguedec 27’ | Marcatori | 28’ Rossi |

#### Play-off per il titolo
| Arbitro: | Gonçalves |

|                                                                  |           |  |
| Renard 12’ Van de Donk 36’ Majri 42’ Diani 57’, 67’ Dumornay 58’ | Marcatori |  |

| Arbitro: | Beyer |

|                                       |                      |                                  |
| Matéo 83’                             | Marcatori            | 87’ (rig.) R. Corboz             |
| Greboval Ould Hocine Thiney Ribadeira | Tiri di rigore 4 – 2 | R. Corboz Gomes Pasquereau Ngock |

### Coppa di Francia
| Arbitro: | Jeannot |

|  |           |                                                         |
|  | Marcatori | 26’ Mouchon 53’ Eninger 60’ Le Moguedec 76’, 90’ Corboz |

| Arbitro: | Bessière |

|                              |                      |              |
| Gondol 84’                   | Marcatori            | 45+1’ Meyong |
| Segnato · Sbagliato (parato) | Tiri di rigore 4 – 3 | Segnato      |

## Statistiche

### Statistiche di squadra
| Competizione          | Punti | In casa | In casa | In casa | In casa | In casa | In casa | In trasferta | In trasferta | In trasferta | In trasferta | In trasferta | In trasferta | Totale | Totale | Totale | Totale | Totale | Totale | DR |
| Competizione          | Punti | G       | V       | N       | P       | Gf      | Gs      | G            | V            | N            | P            | Gf           | Gs           | G      | V      | N      | P      | Gf     | Gs     | DR |
| --------------------- | ----- | ------- | ------- | ------- | ------- | ------- | ------- | ------------ | ------------ | ------------ | ------------ | ------------ | ------------ | ------ | ------ | ------ | ------ | ------ | ------ | -- |
| Division 1            | 35    | 11      | 7       | 2       | 2       | 16      | 11      | 11           | 3            | 3            | 5            | 17           | 20           | 22     | 10     | 5      | 7      | 33     | 31     | +2 |
| Division 1 - Play-off | -     | -       | -       | -       | -       | -       | -       | 2            | 0            | 1            | 1            | 1            | 7            | 2      | 0      | 1      | 1      | 1      | 7      | -6 |
| Coppa di Francia      | -     | -       | -       | -       | -       | -       | -       | 2            | 1            | 1            | 0            | 6            | 1            | 2      | 1      | 1      | 0      | 6      | 1      | +5 |
| Totale                | -     | 11      | 7       | 2       | 2       | 16      | 11      | 15           | 4            | 5            | 6            | 24           | 28           | 26     | 11     | 7      | 8      | 40     | 39     | +1 |

### Andamento in campionato
| Giornata  | 1 | 2 | 3 | 4 | 5 | 6 | 7 | 8 | 9 | 10 | 11 | 12 | 13 | 14 | 15 | 16 | 17 | 18 | 19 | 20 | 21 | 22 | 23 | 24 |
| --------- | - | - | - | - | - | - | - | - | - | -- | -- | -- | -- | -- | -- | -- | -- | -- | -- | -- | -- | -- | -- | -- |
| Luogo     | C | T | C | T | C | T | C | T | C | C  | T  | T  | C  | T  | C  | T  | C  | T  | C  | T  | T  | C  | T  | T  |
| Risultato | V | N | V | P | P | V | N | P | N | V  | V  | P  | V  | P  | P  | P  | V  | V  | V  | N  | N  | V  | P  | N  |
| Posizione | 6 | 4 | 4 | 5 | 6 | 6 | 5 | 6 | 6 | 5  | 4  | 6  | 4  | 4  | 5  | 7  | 5  | 4  | 4  | 4  | 5  | 4  | 4  | 4  |

Legenda:

Luogo: C = Casa; T = Trasferta. Risultato: V = Vittoria; N = Pareggio; P = Sconfitta.

### Statistiche delle giocatrici
| Giocatore      | Division 1 | Division 1 | Division 1  | Division 1 | Coppa di Francia | Coppa di Francia | Coppa di Francia | Coppa di Francia | Totale   | Totale | Totale      | Totale     |
| Giocatore      | Presenze   | Reti       | Ammonizioni | Espulsioni | Presenze         | Reti             | Ammonizioni      | Espulsioni       | Presenze | Reti   | Ammonizioni | Espulsioni |
| -------------- | ---------- | ---------- | ----------- | ---------- | ---------------- | ---------------- | ---------------- | ---------------- | -------- | ------ | ----------- | ---------- |
| L. Bourgain    | 7          | 0          | 0           | 0          | 1                | 0                | 0                | 0                | 8        | 0      | 0           | 0          |
| S. Chossenotte | 21+2       | 5          | 4           | 0          | 1                | 0                | 0                | 0                | 24       | 5      | 4           | 0          |
| A. Connesson   | 2          | 0          | 0           | 0          | 2                | 0                | 0                | 0                | 4        | 0      | 0           | 0          |
| R. Corboz      | 19+2       | 4          | 2           | 0          | 2                | 2                | 0                | 0                | 23       | 6      | 2           | 0          |
| O. Demehin     | 11         | 1          | 2           | 0          | 2                | 0                | 0                | 0                | 13       | 1      | 2           | 0          |
| T. Eninger     | 15         | 0          | 0           | 0          | 2                | 1                | 0                | 0                | 17       | 1      | 0           | 0          |
| M. Gyau        | 8+2        | 0          | 1           | 0          | -                | -                | -                | -                | 10       | 0      | 1           | 0          |
| M. Gomes       | 22+2       | 3          | 0           | 0          | 2                | 0                | 0                | 0                | 26       | 3      | 0           | 0          |
| L-A. Joly      | 21+2       | 0          | 1+1         | 0          | 1                | 0                | 0                | 0                | 24       | 0      | 2           | 0          |
| R. Imuran      | 22+2       | 6          | 4+1         | 0          | 1                | 0                | 0                | 0                | 25       | 6      | 5           | 0          |
| M. Kack        | 13+2       | 0          | 1           | 0          | -                | -                | -                | -                | 15       | 0      | 1           | 0          |
| A. Le Moguédec | 22+2       | 3          | 2           | 0          | 1                | 1                | 0                | 0                | 25       | 4      | 2           | 0          |
| K. Massey      | 0          | 0          | 0           | 0          | -                | -                | -                | -                | 0        | 0      | 0           | 0          |
| C. Meyong      | 21+2       | 1          | 1           | 0          | 2                | 1                | 0                | 0                | 25       | 2      | 1           | 0          |
| N. Mouchon     | 20+2       | 9          | 0           | 0          | 2                | 1                | 0                | 0                | 24       | 10     | 0           | 0          |
| J. Nassi       | 20+2       | 0          | 2           | 0          | 1                | 0                | 0                | 0                | 23       | 0      | 2           | 0          |
| C. Ndzana      | 17+2       | 0          | 4           | 0          | 2                | 0                | 0                | 0                | 21       | 0      | 4           | 0          |
| M. Ngock       | 14+2       | 0          | 1           | 0          | 1                | 0                | 0                | 0                | 17       | 0      | 1           | 0          |
| L. Notel       | 10+1       | 0          | 0           | 0          | 2                | 0                | 0                | 0                | 13       | 0      | 0           | 0          |
| J. Pasquereau  | 22+1       | 1          | 0           | 0          | 1                | 0                | 0                | 0                | 24       | 1      | 0           | 0          |
| J. Rastocle    | 13+1       | 0          | 1           | 0          | 2                | 0                | 0                | 0                | 16       | 0      | 1           | 0          |
| F. Sabastine   | 2          | 0          | 1           | 0          | -                | -                | -                | -                | 2        | 0      | 1           | 0          |
| K. Szemik      | 22+2       | -38        | 1           | 0          | 0                | 0                | 0                | 0                | 24       | -38    | 1           | 0          |
| C. Wibaut      | 0          | 0          | 0           | 0          | -                | -                | -                | -                | 0        | 0      | 0           | 0          |
| T. Wiltshire   | 1          | 0          | 1           | 0          | -                | -                | -                | -                | 1        | 0      | 1           | 0          |
| M. Wood        | 0          | 0          | 0           | 0          | 2                | -1               | 0                | 0                | 2        | -1     | 0           | 0          |